# Comentarios de la pintura
Comentarios de la pintura es una obra escrita por Felipe de Guevara que trata del arte de su época y donde quedan reflejadas sus ideas estéticas, las cuales son ciertamente muy variadas: admira desde la antigüedad clásica hasta los pintores flamencos, así como a otros pintores como Rafael Sanzio o Miguel Ángel Buonarroti.
La obra permaneció manuscrita hasta que fue publicada por Antonio Ponz en 1788. Sánchez Cantón consideró que probablemente fue redactada hacia 1560, poco antes de su muerte. Guevara dedica un apartado a la pintura al fresco, los grutescos, la pintura en lienzo, la encáustica, la iluminación, los mosaicos, el óleo... Alude a referencias tomadas de Plinio, como el invento de la pintura a la encáustica por Arístides (aunque Guevara considera que ya fue utilizada con anterioridad), su perfección por Praxíteles, o su enseñanza por Pánfilo de Anfípolis, el maestro de Apeles. También adjudica a los antiguos el invento del óleo, una técnica que en el siglo XVI se consideraba de origen reciente. 
El capítulo más interesante de la obra de Guevara es el de la pintura al fresco y la decoración de estucos, el único en el que describe paso a paso el proceso de ejecución y los materiales empleados. Aunque toma como referencia el texto de Vitrubio, lo compara continuamente con usos tradicionales de España, lo que convierte este pasaje en un documento de primer orden para conocer esta técnica, tan en boga en el siglo XVI.